# Robert Fowler (Leichtathlet)
Robert Arthur „Bob“ Fowler (* 15. September 1882 in Trinity, Kronkolonie Neufundland, Britisches Weltreich; † 8. Oktober 1957 in Medford, Massachusetts) war ein in Neufundland geborener US-amerikanischer Langstreckenläufer, der 1904 und 1906 im Marathonlauf an den Olympischen Spielen teilnahm und 1909 eine Weltbestzeit auf dieser Strecke lief.

## Leben
Bereits in seiner Jugend verließ Fowler im Jahr 1898 mit seiner Familie die damalige britische Kronkolonie Neufundland und zog nach Boston in die Vereinigten Staaten. Erst dort trat er sportlich in Erscheinung, 1901 lief er sein erstes Rennen, ein Jahr später debütierte er auf der Marathondistanz und belegte den neunten Rang beim Boston Athletic Association Marathon. In den folgenden Jahren erreichte er bei verschiedenen Gelegenheiten Top-Sechs-Resultate.
1904 nahm er gemeinsam mit 31 weiteren Startern – von denen mit 17 Athleten mehr als die Hälfte die Vereinigten Staaten repräsentierte – am olympischen Marathonlauf durch die Vororte der Austragungsstadt St. Louis teil. Die äußeren Bedingungen machten den Wettkampf zu einer großen Herausforderung, die teilweise als „schwierigster olympischer Marathonlauf der Geschichte“ angesehen wurde: Die Temperaturen lagen bei 32 °C und es gab nur eine einzige Wasserstelle auf dem hügeligen Kurs. Fowler musste das Rennen, das Thomas Hicks für sich entschied, wie die Mehrzahl der Teilnehmer vorzeitig beenden. Auch bei seinem zweiten olympischen Auftritt bei den Zwischenspielen 1906 erreichte Fowler wie insgesamt 38 von 53 Teilnehmern nicht das Ziel. Über den Zeitpunkt seines Ausscheidens gibt es widersprüchliche Angaben: Die Encyclopedia of Newfoundland and Labrador schreibt, er habe sechs Kilometer vor dem Ziel auf Rang drei gelegen, dann aber wegen Fußproblemen aufgeben müssen, ein anderer Bericht nennt einen deutlich früheren Ausstiegszeitpunkt.
Im Gegensatz zu seinen Misserfolgen bei Olympischen Spielen gelangen Fowler bei anderen Marathonläufen hervorragende Ergebnisse. Zwischen 1903 und 1912 nahm er mehrmals am Boston-Marathon teil und platzierte sich dabei dreimal unter den ersten drei: 1905 und 1908 belegte er den dritten Rang, 1907 musste er sich als Zweiter lediglich Tom Longboat geschlagen geben. Nach seinem zweiten Platz gab Fowler an, er sei während des Rennens zwei Minuten lang von einem Zug aufgehalten worden, der die Laufstrecke blockiert habe. 1909 hielt Fowler für kurze Zeit – vom 1. Januar bis zum 12. Februar – die Weltbestzeit im Marathon, nachdem er den Lauf in Yonkers mit einer Zeit von 2:52:45,4 Stunden beendet hatte. Die Streckenlänge war erst mit den Olympischen Spielen 1908 auf 42,195 Kilometer standardisiert worden, sodass Fowler in der von der IAAF geführten chronologischen Liste aller Bestzeithalter im Marathon hinter John Hayes, dem Olympiasieger von 1908, an der zweiten Stelle steht.
Nach seiner Marathonkarriere diente Fowler für die United States Air Force im Ersten Weltkrieg und gab Sportunterricht an Colleges und Universitäten an der US-amerikanischen Ostküste. Später arbeitete er zudem als Elektriker für die Boston Naval Shipyard.

## Staatsbürgerschaft
Fowler lebte nach der Auswanderung seiner Familie 1898 in den Vereinigten Staaten und wurde damit auch lange als Mitglied des US-amerikanischen Olympiateams angesehen. Da er aber nicht vor 1906 die US-amerikanische Staatsbürgerschaft erhielt, war er während der Olympischen Spiele 1904 formal gesehen Bürger der Kronkolonie Neufundland und somit der erste neufundländische Olympiateilnehmer – „unabhängig davon, welches Trikot er trug“. Gleichzeitig wäre er damit der einzige Vertreter, den Neufundland als eigenständige Mannschaft zu Olympischen Spielen entsendet hätte. Als solchen führt ihn die Datenbank Sports-Reference.